# Aaron Phillips (peleador)
Aaron Ern-Wuei Phillips (Houston, Texas, Estados Unidos, 5 de agosto de 1989) es un artista marcial mixto estadounidense que compite en la división de peso gallo de Ultimate Fighting Championship.

## Primeros años
Su madre vino de Penang, Malasia, a los Estados Unidos para ir a la universidad y conoció a su padre. Ella era maestra de escuela, así que cada verano él volvía a Malasia desde los cuatro hasta los once años.

## Carrera en las artes marciales mixtas

### Inicios
Comenzó a luchar profesionalmente en MMA en 2011, principalmente para organizaciones regionales de Luisiana, compilando un récord de 7-0, antes de firmar con la UFC en 2014.

### Ultimate Fighting Championship
Debutó en la UFC contra Sam Sicilia el 24 de mayo de 2014 en UFC 173. Perdió el combate por decisión unánime.
Se enfrentó a Matt Hobar el 23 de agosto de 2014 en UFC Fight Night: Henderson vs. dos Anjos. Perdió el combate por decisión unánime.
Tras su segunda derrota consecutiva, fue despedido de la UFC.

### World Fighting Championships y otras organizaciones
Tras su salida de la UFC, se enfrentó a Chris Gutiérrez, futuro luchador de la UFC, por el vacante Campeonato de Peso Gallo de la WFC. Debido a que las puertas de la bahía no podían cerrarse, la pelea tuvo lugar con un frío de 30 °F. Debido a una lesión sufrida durante el combate, no pudo continuar, por lo que perdió el combate.
Después de este combate, debido a las lesiones, no luchó durante 3 años antes de volver en 2018 y recoger 4 victorias consecutivas en la organización World Fighting Championships. Con una pelea única en VFL que ganó por TKO, fue firmado una vez más por la UFC.

### Segunda etapa en la UFC
Se enfrentó a Jack Shore el 16 de julio de 2020 en UFC on ESPN: Kattar vs. Ige. Perdió el combate por sumisión en el segundo asalto.
Se esperaba que se enfrentara a Adrian Yanez el 31 de octubre de 2020 en UFC Fight Night: Hall vs. Silva. Sin embargo, el 20 de octubre, se retiró debido a una lesión no revelada.
Se esperaba que se enfrentara a Cameron Else el 17 de julio de 2021 en UFC on ESPN: Makhachev vs. Moisés. Sin embargo, a mediados de julio, Else se retiró por razones no reveladas. Se esperaba que se enfrentara a Trevin Jones el 24 de julio de 2021 en UFC on ESPN: Sandhagen vs. Dillashaw. El 18 de julio se retiró del combate.
Se esperaba que se enfrentara a Kris Moutinho el 23 de octubre de 2021 en UFC Fight Night: Costa vs. Vettori. Sin embargo, Moutinho fue retirado del evento por razones no reveladas y fue reemplazado por Jonathan Martinez. A su vez, se retiró del combate por enfermedad.

## Patrocinios
El 30 de septiembre de 2020 firmó un acuerdo de patrocinio exclusivo con BREMS Energy Solutions antes de su combate de UFC Fight Night en Las Vegas el 31 de octubre. El acuerdo asegura una larga relación con las dos marcas, BREMS y Headkicks Mixed Martial Arts & Fitness Club.

## Récord en artes marciales mixtas
| Resultado | Récord | Oponente        | Método                                 | Evento                                        | Fecha                   | Ronda | Tiempo | Localización          | Notas                                              |
| --------- | ------ | --------------- | -------------------------------------- | --------------------------------------------- | ----------------------- | ----- | ------ | --------------------- | -------------------------------------------------- |
| Derrota   | 12-4   | Jack Shore      | Sumisión (estrangulamiento por detrás) | UFC on ESPN: Kattar vs. Ige                   | 16 de julio de 2020     | 2     | 2:29   | Abu Dhabi             |                                                    |
| Victoria  | 12-3   | Ariston Franca  | TKO                                    | VFL: Cajuns vs. Cowboys                       | 7 de noviembre de 2019  | 1     | 1:16   | Dallas, Texas         | Combate de peso pluma.                             |
| Victoria  | 11-3   | Devante Sewell  | Decisión (unánime)                     | World Fighting Championships 101              | 21 de marzo de 2019     | 3     | 5:00   | Charenton, Luisiana   |                                                    |
| Victoria  | 10-3   | Anthony Retic   | Sumisión (estrangulamiento por detrás) | World Fighting Championships 97               | 10 de noviembre de 2018 | 1     | 4:49   | Charenton, Luisiana   |                                                    |
| Victoria  | 9-3    | Jeremy Rogers   | TKO (puñetazos)                        | World Fighting Championships 86               | 12 de mayo de 2018      | 1     | 2:50   | Charenton, Luisiana   |                                                    |
| Victoria  | 8-3    | Andy Brossett   | TKO                                    | World Fighting Championships 82               | 27 de enero de 2018     | 1     | 4:43   | Charenton, Luisiana   |                                                    |
| Derrota   | 7-3    | Chris Gutiérrez | TKO (retiro)                           | World Fighting Championships 35               | 28 de febrero de 2015   | 3     | 5:00   | Baton Rouge, Luisiana | Por el vacante Campeonato de Peso Gallo de la WFC. |
| Derrota   | 7-2    | Matt Hobar      | Decisión (unánime)                     | UFC Fight Night: Henderson vs. dos Anjos      | 23 de agosto de 2014    | 3     | 5:00   | Tulsa, Oklahoma       | Regreso al peso pluma.                             |
| Derrota   | 7-1    | Sam Sicilia     | Decisión (unánime)                     | UFC 173                                       | 24 de mayo de 2014      | 3     | 5:00   | Las Vegas, Nevada     |                                                    |
| Victoria  | 7-0    | Tyler Shinn     | Decisión (dividida)                    | C3 Fights: Border Wars 2014                   | 8 de febrero de 2014    | 3     | 5:00   | Newkirk, Oklahoma     |                                                    |
| Victoria  | 6-0    | D.J. Fuentes    | Decisión (unánime)                     | USA MMA 23: The Fight Before Christmas        | 21 de diciembre de 2013 | 3     | 5:00   | Lafayette, Luisiana   |                                                    |
| Victoria  | 5-0    | Joe Yeampierre  | Sumisión (estrangulamiento por detrás) | WFC 12: Battle at the Belle                   | 11 de octubre de 2013   | 1     | 1:52   | Baton Rouge, Luisiana | Regreso al peso pluma.                             |
| Victoria  | 4-0    | Micah Goss      | KO                                     | USA MMA 22: Lafayette vs. The World 2         | 17 de agosto de 2013    | 1     | 4:32   | Lafayette, Luisiana   |                                                    |
| Victoria  | 3-0    | Ryan Hollis     | Sumisión                               | Night of Champions 4                          | 16 de febrero de 2013   | 3     | 0:00   | Lafayette, Luisiana   |                                                    |
| Victoria  | 2-0    | John de Jesus   | Decisión (unánime)                     | Global Fighting Alliance 17: Top Shelf Fights | 11 de febrero de 2012   | 3     | 5:00   | Youngsville, Luisiana | Combate de peso pluma.                             |
| Victoria  | 1-0    | Heriberto Acuna | KO (puñetazos)                         | Global Fighting Alliance: SugArena Rage       | 2 de abril de 2011      | 1     | 1:26   | Baton Rouge, Luisiana |                                                    |